# Megastethodon flavolateralis
Megastethodon flavolateralis är en insektsart som beskrevs av Jacobi 1921. Megastethodon flavolateralis ingår i släktet Megastethodon och familjen spottstritar. Inga underarter finns listade i Catalogue of Life.